# Ligat ha’Al 1999/2000
Die Ligat ha’Al 1999/2000 war die erste Spielzeit der höchsten israelischen Fußballliga unter diesem Namen, und die 51. Saison insgesamt. Sie begann am 14. August 1999 und endete am 27. Mai 2000.
Hapoel Tel Aviv gewann die Meisterschaft.

## Modus
Die 14 Mannschaften traten in drei Runden gegeneinander an, sodass für jedes Team 39 Spiele zu absolvieren waren. Die Teams, die nach 26 Spielen die ersten sieben Plätze belegten, hatten ein Heimspiel mehr als die Teams auf den unteren sieben Plätzen. Die letzten drei Vereine stiegen ab.

## Vereine
Vor der Saison fusionierten die Vereine Maccabi Ironi Aschdod und Hapoel Aschdod zu MS Aschdod.
| Verein                                   | Stadt          | Stadion                        | Kapazität |
| ---------------------------------------- | -------------- | ------------------------------ | --------- |
| Bne Jehuda Tel Aviv                      | Tel Aviv-Jaffa | Hatikva-Nachbarschafts-Stadion | 04.020    |
| Maccabi Tel Aviv Hapoel Tel Aviv         | Tel Aviv-Jaffa | Bloomfield-Stadion             | 29.150    |
| Maccabi Netanja                          | Netanja        | Sar-Tov-Stadion                | 07.500    |
| Hapoel Haifa Maccabi Haifa               | Haifa          | Kiryat-Eliezer-Stadion         | 14.000    |
| MS Aschdod                               | Aschdod        | HaYud-Alef-Stadion             | 07.800    |
| Beitar Jerusalem Hapoel Jerusalem        | Jerusalem      | Teddy-Stadion                  | 31.733    |
| Hapoel Ironi Rischon LeZion              | Rischon LeZion | Haberfeld-Stadion              | 06.000    |
| Maccabi Petach Tikwa Hapoel Petach Tikwa | Petach Tikwa   | HaMoshava-Stadion              | 11.500    |
| Maccabi Herzlia                          | Herzlia        | Städtisches Stadion Herzlia    | 08.100    |
| Hapoel Kfar Saba                         | Kfar Saba      | Levita-Stadion                 | 05.500    |

## Abschlusstabelle
| Pl. | Verein                      | Sp. | S  | U  | N  | Tore    | Diff. | Punkte |
| --- | --------------------------- | --- | -- | -- | -- | ------- | ----- | ------ |
| 1.  | Hapoel Tel Aviv (P)         | 39  | 26 | 7  | 6  | 076:280 | +48   | 85     |
| 2.  | Maccabi Haifa               | 39  | 22 | 10 | 7  | 086:350 | +51   | 76     |
| 3.  | Hapoel Petach Tikwa         | 39  | 23 | 5  | 11 | 077:520 | +25   | 74     |
| 4.  | Maccabi Petach Tikwa        | 39  | 18 | 6  | 15 | 050:470 | +3    | 60     |
| 5.  | Beitar Jerusalem            | 39  | 15 | 14 | 10 | 061:540 | +7    | 59     |
| 6.  | Maccabi Tel Aviv 1          | 39  | 18 | 8  | 13 | 066:420 | +24   | 58     |
| 7.  | Hapoel Haifa (M)            | 39  | 13 | 18 | 8  | 053:360 | +17   | 57     |
| 8.  | MS Aschdod                  | 39  | 13 | 13 | 13 | 048:490 | −1    | 52     |
| 9.  | Hapoel Ironi Rischon LeZion | 39  | 10 | 13 | 16 | 041:650 | −24   | 43     |
| 10. | Maccabi Netanja (N)         | 39  | 10 | 11 | 18 | 053:710 | −18   | 41     |
| 11. | Bne Jehuda Tel Aviv         | 39  | 9  | 13 | 17 | 037:640 | −27   | 40     |
| 12. | Hapoel Kfar Saba            | 39  | 8  | 14 | 17 | 040:560 | −16   | 38     |
| 13. | Maccabi Herzlia             | 39  | 9  | 8  | 22 | 033:730 | −40   | 35     |
| 14. | Hapoel Jerusalem            | 39  | 6  | 6  | 27 | 033:820 | −49   | 24     |

Platzierungskriterien: 1. Punkte – 2. Tordifferenz – 3. geschossene Tore

| (M) | amtierender israelischer Meister     |
| (P) | amtierender israelischer Pokalsieger |
| (N) | Neuaufsteiger der letzten Saison     |

## Kreuztabelle
| Spieltag 1–26               | Hapoel Tel Aviv | Maccabi Haifa | Hapoel Petach Tikwa | Maccabi Petach Tikwa | Beitar Jerusalem | Maccabi Tel Aviv | Hapoel Haifa | MS Aschdod | Hapoel Ironi Rischon LeZion | Maccabi Netanja | Bne Jehuda Tel Aviv | Hapoel Kfar Saba | Maccabi Herzlia | HJE |
| --------------------------- | --------------- | ------------- | ------------------- | -------------------- | ---------------- | ---------------- | ------------ | ---------- | --------------------------- | --------------- | ------------------- | ---------------- | --------------- | --- |
| Hapoel Tel Aviv             |                 | 0:0           | 2:0                 | 2:1                  | 4:1              | 1:1              | 1:0          | 4:2        | 1:2                         | 3:0             | 1:0                 | 5:1              | 4:0             | 3:0 |
| Maccabi Haifa               | 1:0             |               | 2:0                 | 5:1                  | 0:2              | 1:2              | 3:2          | 0:0        | 4:1                         | 1:1             | 3:1                 | 1:0              | 3:0             | 1:2 |
| Hapoel Petach Tikwa         | 0:1             | 2:5           |                     | 0:1                  | 3:0              | 2:1              | 0:2          | 4:2        | 1:0                         | 1:0             | 4:0                 | 2:1              | 1:0             | 3:1 |
| Maccabi Petach Tikwa        | 1:5             | 1:2           | 1:2                 |                      | 3:0              | 2:1              | 2:1          | 3:1        | 0:0                         | 0:0             | 1:1                 | 3:2              | 1:0             | 0:2 |
| Beitar Jerusalem            | 2:0             | 1:1           | 1:1                 | 3:1                  |                  | 0:1              | 3:3          | 3:1        | 2:0                         | 4:2             | 1:1                 | 1:1              | 1:1             | 2:0 |
| Maccabi Tel Aviv            | 2:0             | 0:1           | 0:1                 | 1:2                  | 1:3              |                  | 0:0          | 1:2        | 4:0                         | 0:0             | 3:1                 | 0:1              | 3:0             | 1:1 |
| Hapoel Haifa                | 0:0             | 0:0           | 2:2                 | 1:0                  | 1:1              | 2:4              |              | 3:0        | 2:0                         | 2:1             | 1:1                 | 3:0              | 4:0             | 3:2 |
| MS Aschdod                  | 1:2             | 0:0           | 0:2                 | 0:1                  | 1:1              | 1:0              | 0:0          |            | 4:2                         | 0:2             | 1:0                 | 3:2              | 0:1             | 3:0 |
| Hapoel Ironi Rischon LeZion | 1:3             | 0:7           | 1:1                 | 0:1                  | 1:4              | 0:0              | 0:0          | 0:0        |                             | 1:0             | 1:0                 | 2:2              | 3:1             | 2:2 |
| Maccabi Netanja             | 2:5             | 1:3           | 1:2                 | 0:1                  | 2:3              | 3:1              | 1:2          | 0:6        | 2:4                         |                 | 1:1                 | 4:1              | 0:3             | 2:1 |
| Bne Jehuda Tel Aviv         | 2:1             | 0:2           | 2:4                 | 0:2                  | 2:1              | 0:0              | 0:2          | 1:1        | 1:3                         | 1:1             |                     | 1:1              | 3:1             | 2:0 |
| Hapoel Kfar Saba            | 0:1             | 1:1           | 1:3                 | 2:2                  | 1:2              | 0:3              | 0:3          | 1:1        | 2:0                         | 0:0             | 4:1                 |                  | 0:0             | 1:0 |
| Maccabi Herzlia             | 0:5             | 2:5           | 1:3                 | 0:4                  | 1:2              | 3:1              | 0:0          | 1:1        | 0:0                         | 1:0             | 4:0                 | 0:2              |                 | 1:2 |
| Hapoel Jerusalem            | 0:1             | 1:3           | 0:1                 | 0:2                  | 0:2              | 0:1              | 1:1          | 0:1        | 1:1                         | 1:3             | 0:1                 | 2:1              | 1:4             |     |

| Spieltage 27–39             | Hapoel Tel Aviv | Maccabi Haifa | Hapoel Petach Tikwa | Maccabi Petach Tikwa | Beitar Jerusalem | Maccabi Tel Aviv | Hapoel Haifa | MS Aschdod | Hapoel Ironi Rischon LeZion | Maccabi Netanja | Bne Jehuda Tel Aviv | Hapoel Kfar Saba | Maccabi Herzlia | HJE |
| --------------------------- | --------------- | ------------- | ------------------- | -------------------- | ---------------- | ---------------- | ------------ | ---------- | --------------------------- | --------------- | ------------------- | ---------------- | --------------- | --- |
| Hapoel Tel Aviv             |                 | 1:1           | –                   | –                    | 2:1              | 2:1              | 3:1          | –          | –                           | –               | –                   | 1:0              | 2:0             | 3:0 |
| Maccabi Haifa               | –               |               | 4:1                 | 1:2                  | –                | –                | –            | 2:0        | 0:0                         | 7:0             | 1:1                 | –                | –               | 6:0 |
| Hapoel Petach Tikwa         | 0:3             | –             |                     | –                    | 2:1              | 2:2              | 3:1          | –          | –                           | –               | –                   | 0:1              | 8:1             | 4:1 |
| Maccabi Petach Tikwa        | 1:0             | –             | 2:4                 |                      | –                | 0:1              | 0:0          | –          | –                           | –               | –                   | 1:0              | 0:1             | 3:1 |
| Beitar Jerusalem            | –               | 3:1           | –                   | 1:1                  |                  | –                | –            | 1:1        | 1:4                         | 2:3             | 2:1                 | –                | –               | 1:1 |
| Maccabi Tel Aviv            | –               | 3:0           | –                   | –                    | 4:1              |                  | 1:0          | –          | 5:1                         | 2:1             | 1:2                 | –                | –               | –   |
| Hapoel Haifa                | –               | 0:4           | –                   | –                    | 0:0              | –                |              | 0:0        | 1:1                         | 1:1             | 5:0                 | –                | –               | 3:0 |
| MS Aschdod                  | 0:0             | –             | 2:2                 | 3:2                  | –                | 2:4              | –            |            | –                           | –               | –                   | 1:1              | 1:0             | 2:0 |
| Hapoel Ironi Rischon LeZion | 1:2             | –             | 2:1                 | 1:0                  | –                | –                | –            | 0:2        |                             | –               | –                   | 2:1              | 0:1             | –   |
| Maccabi Netanja             | 1:1             | –             | 2:4                 | 2:1                  | –                | –                | –            | 3:1        | 2:2                         |                 | 4:1                 | –                | –               | –   |
| Bne Jehuda Tel Aviv         | 1:1             | –             | 2:1                 | 1:0                  | –                | –                | –            | 0:1        | 1:1                         | –               |                     | –                | 1:0             | –   |
| Hapoel Kfar Saba            | –               | 1:0           | –                   | –                    | 1:1              | 2:2              | 0:0          | –          | –                           | 1:1             | 1:1                 |                  | –               | –   |
| Maccabi Herzlia             | –               | 2:4           | –                   | –                    | 0:0              | 0:4              | 1:1          | –          | –                           | 0:0             | –                   | 0:2              |                 | –   |
| Hapoel Jerusalem            | –               | –             | –                   | –                    | –                | 2:4              | –            | –          | 3:1                         | 0:4             | 2:2                 | 2:1              | 1:2             |     |

## Torschützenliste
| Pl. | Name              | Team                        | Tore |
| --- | ----------------- | --------------------------- | ---- |
| 01. | Asi Tubi          | Maccabi Petach Tikwa        | 27   |
| 02. | Serghei Cleșcenco | Maccabi Haifa               | 22   |
| 03. | Yossi Benayoun    | Maccabi Haifa               | 19   |
| 04. | Rafi Cohen        | Maccabi Haifa               | 18   |
| 05. | Ronen Harazi      | Hapoel Tel Aviv             | 17   |
| 05. | Kobi Refua        | Bne Jehuda Tel Aviv         | 17   |
| 07. | Eli Abarbanel     | Hapoel Petach Tikwa         | 14   |
| 07. | Amir Turgeman     | Hapoel Haifa                | 14   |
| 09. | Nissan Kapeta     | Hapoel Ironi Rischon LeZion | 13   |
| 09. | Viktor Paço       | Beitar Jerusalem            | 13   |
| 09. | Niv Tal           | Hapoel Petach Tikwa         | 13   |